# 菲莉丝·迪尤尔
菲莉丝·迪尤尔（英語：Phyllis Dewar，1916年3月5日—1961年4月8日），加拿大女子游泳运动员。她曾代表加拿大参加1934年和1938年大英帝国运动会游泳比赛，获得一枚金牌。她也曾参加1936年夏季奥林匹克运动会。